# Leuroptila tephropasta
Leuroptila tephropasta är en fjärilsart som beskrevs av Turner 1923. Leuroptila tephropasta ingår i släktet Leuroptila och familjen Plutellidae. Inga underarter finns listade i Catalogue of Life.